# Rekrystalizacja (geologia)
Rekrystalizacja – wtórna krystalizacja minerałów,  polega najczęściej na przekształceniu się drobnokrystalicznych skupień mineralnych w grubokrystaliczne. Zachodzi głównie podczas diagenezy i metamorfizmu.
Proces rekrystalizacji jest poprzedzany przez zjawisko rozpuszczania się substancji organicznych i mineralnych w wodzie morskiej lub jeziornej. 
  W osadach złożonych z materiałów  łatwo ulegających rozpuszczeniu, procesy wtórnej krystalizacji odgrywają dużą rolę. Woda zawarta w osadzie rozpuszcza ziarna mineralne. Gdy woda usuwa się z osadu (wskutek kompakcji), wzrasta koncentracja roztworów a rozpuszczone w nich związki wytrącają się i  krystalizują  wypełniając przestrzenie między  nierozpuszczonymi ziarnami mineralnymi. W ten sposób drobny muł wapienny przechodzi w drobnokrystaliczny wapień. 
 Dzięki tej własności osady wapienne ulegają szybciej  diagenezie niż inne skały. Proces diagenezy przebiega trudniej i wolniej w materiałach ilastych (cząstki iłu są nierozpuszczalne a cementacja polega na spojeniu większych cząstek przez koloidy). 

Procesy wtórnej krystalizacji powodują zwiększenie się ziarnistości skał. Twardnienie koloidów między ziarnami, kompakcja i wtórna krystalizacja powodują zbliżenie poszczególnych ziaren do siebie, ich zlepienie i utworzenie z luźnego osadu skały zwięzłej.  Proces ten przebiega dość szybko (np. w wyniku diagenezy wapienie rafowe przeobrażają się w krystaliczny wapień).  